# شباب الساحل
شباب الساحل ناد لبناني لكرة قدم، تأسس عام 1966 ويلعب حالياً في دوري الدرجة الأولى. 

## روابط خارجية
- الموقع الرسمي
- ساكروي